# Levisticum
Levisticum là chi thực vật có hoa trong họ Apiaceae.

## Hình ảnh

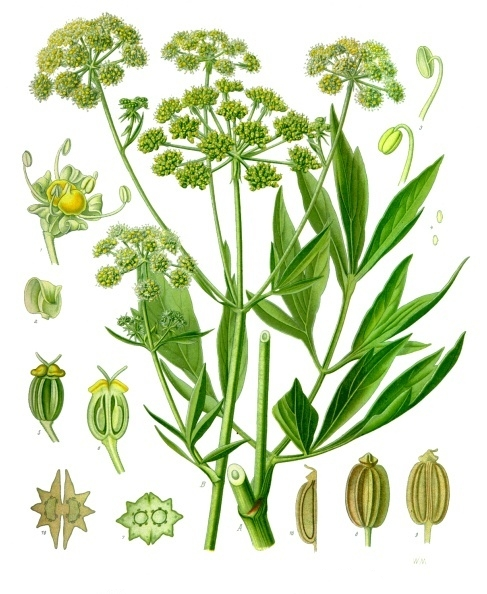